# Dunja (1955)
Dunja ist ein österreichisches Filmmelodram, welches sehr frei nach der Novelle Der Postmeister von Puschkin entstand. Unter der Regie von Josef von Báky verkörpert Eva Bartok die Titelrolle. Rittmeister Minski wird von Ivan Desny, der Fähnrich Mitja von Karlheinz Böhm und der Postmeister von Walter Richter gespielt.

## Handlung
Dunja lebte mit ihrem Vater, dem Postmeister, in einer einsamen russischen Gegend, wohin sich nur selten jemand verirrte. Nur hin und wieder kamen Reisende vorbei, die ihre Pferde versorgten oder wechselten, um dann weiterzuziehen. Seit geraumer Zeit ist es noch einsamer um den alten Mann geworden, denn Dunja lebt nicht mehr. Hin und wieder findet der Postmeister jemanden, der ihm zuhört, wenn er die Geschichte seiner von ihm über alles geliebten Tochter erzählt. Auch heute hält eine Kutsche, der ein Offizier entsteigt, der seine Stube betritt. Er grübelt, woher er den alten Mann kenne. Wie Schuppen fällt es ihm von den Augen, als dieser den Namen Dunja ausspricht. Bei dem Offizier handelt es sich um Mitja, und die Geschichte um Dunja kennt er sehr genau, denn mit der jungen bezaubernden Frau verband ihn einst eine große Liebe.
Dunja war von außergewöhnlicher Schönheit, und viele Männer verliebten sich beim ersten Anblick in sie. Eines Tages kam Rittmeister Minski in die kleine Poststation und war ebenfalls fasziniert von der jungen Frau. Er setzte ihr Flausen in den Kopf und bewog sie dazu, mit nach Sankt Petersburg zu gehen. Für den einfach gestrickten Postmeister war klar, dass der vornehme Herr seine Dunja heiraten werde, also ließ er sie ziehen, um ihrem Glück nicht im Wege zu stehen.
Tatsächlich gestaltete sich Dunjas neues Leben in der prunkvollen Umgebung erst einmal märchenhaft. Minski erfüllte ihr jeden Wunsch und überhäufte sie mit Geschenken. Von seinem locker hingeworfenen Versprechen, Dunja zu heiraten, wollte er jedoch nichts mehr wissen. Er sprach von Standesunterschieden und davon, dass eine Heirat mit einer einfachen Postmeisterstochter nicht nur seiner Karriere abträglich wäre. Es kam noch schlimmer, als Gewohnheit eintrat und Dunja ihm gleichgültig wurde. Sie wurde unter den Offizieren herumgereicht und wehrte sich nicht ernsthaft, da sie sich schon zu sehr an ihr sorgloses Leben im Luxus gewöhnt hatte. Dann jedoch begegnete sie dem Fähnrich Mitja, der es ehrlich mit ihr meinte und den auch Dunja aufrichtig liebte. Sie suchte Zuflucht bei ihrer ehemaligen Näherin Elisabeth, um ein neues Leben zu beginnen. Mitja sollte nichts davon erfahren, wie sie in letzter Zeit gelebt hatte.
Dem Postmeister wurde inzwischen von Reisenden zugetragen, wie seine Dunja in Petersburg lebte. Er verließ daraufhin zum ersten Mal seine Poststation, um in die ferne Stadt zu reisen und seine Tochter zur Rede zu stellen. Als Dunja erfuhr, dass der Vater unterwegs war, sah sie nur einen Ausweg und wandte sich an Minski. Dem fiel nichts anderes ein, als dem alten Manne eine Komödie vorzuspielen und eine gestellte Hochzeit zu arrangieren. Der Postmeister glaubte das, was er sah, und war glücklich. Das Fest war fast schon vorbei, als drei weitere Gäste eintrafen, unter ihnen Mitja, der die Braut voller Entsetzen anblickte, seine Dunja! Ihre Erklärungen wollte er nicht hören. Er brach mit Dunja. Der Postmeister hatte von dem Vorfall nicht mitbekommen. Er reiste am nächsten Morgen mit dem stolzen Gefühl ab, dass seine Tochter es in die höhere Gesellschaft geschafft habe. Dass Dunja sich nur wenige Stunden später erschossen hatte, erfuhr er nicht, für ihn ist sie gestorben, als sie gerade besonders glücklich war. Er glaubt sogar, Gott habe ihm die Tochter genommen, weil er zu stolz auf sie gewesen sei.
Als der Postmeister zu Ende erzählt hat und mit einem Lächeln auf den Lippen einschläft, steht Mitja wehmütig auf und schließt leise die Tür hinter sich.

## Produktionsnotizen
Dunja wurde in den Ateliers der Wien-Film GmbH, Sievering und Rosenhügel gedreht, die Außenaufnahmen entstanden in Wien und Umgebung sowie im Burgenland. Der Film lief am 22. Dezember 1955 in den Kinos der Bundesrepublik Deutschland an. In Österreich firmierte er auch unter dem alternativen Titel Der Postmeister.
Die Filmbauten schuf Fritz Maurischat, die Kostüme entwarf Edith Almoslino, für die Choreografie zeichnete Dia Luca verantwortlich. Walter Tjaden hatte die Produktionsleitung. Es handelt sich um eine Produktion der Sascha-Film. Der Verleih des Films erfolgte durch Herzog-Film.

## Kritik
Für das Lexikon des internationalen Films handelte es sich um ein „oberflächlich vergröbertes Remake des Films Der Postmeister (Österreich 1940)“.
Die Filmzeitschrift Cinema war der Ansicht, dass Co-Autor Johannes Mario Simmel die Romanvorlage „in Kitsch“ verwandelt habe, was zu dem Fazit führt: „So banalisiert man Weltliteratur.“
Die Fernsehzeitschrift prisma sprach von einem „gefühlvoll inszenierte[n] Melodram“.